# Operação Red Dog
Operação Red Dog (Operation Red Dog) foi o codinome de uma conspiração militar flibusteira de 27 de abril de 1981 por cidadãos canadenses e norte-americanos, amplamente afiliados a grupos supremacistas brancos e ao Ku Klux Klan, para derrubar o governo de Dominica, onde planejavam restaurar o ex-primeiro-ministro Patrick John ao poder. As principais figuras incluíam o Klansman Mike Perdue, o neonazista alemão-canadense Wolfgang Droege, o supremacista branco norte-americano Don Black e o contrabandista de armas barbadiano Sydney Burnett-Alleyne. Depois que a conspiração foi frustrada por agentes federais estadunidenses em Nova Orleans, Louisiana, os meios de comunicação a apelidaram de "Bayou of Pigs", após a fracassada Invasão da Baía dos Porcos em 1961.
O líder Mike Perdue e seis outros homens se declararam culpados de violação da Lei de Neutralidade; dois outros foram considerados culpados por um júri. Os homens receberam sentenças de três anos de prisão. Entre os implicados de Perdue estavam o ex-governador do Texas John Connally, o proeminente supremacista branco David Duke e o congressista Ron Paul, que ele alegou saber sobre o complô.